# Invent, Animate
Invent Animate ist eine 2011 gegründete progressive Metalcore-Band aus Port Neches, Texas.

## Geschichte
Die Gruppe wurde im Jahr 2011 im texanischen Port Neches gegründet und besteht aus dem Sänger Ben English, den beiden Gitarristen Logan Forrest und Keaton Goldwire, dem Bassisten Caleb Sherraden und dem Schlagzeuger Trey Celaya.
Nachdem im Jahr 2012 die Debüt-EP Waves in Eigenregie veröffentlicht worden war, unterschrieb die Gruppe im Februar 2014 einen Plattenvertrag beim Independent-Label Tragic Hero Records. Am 26. August 2014 wurde das Debütalbum Everchanger über die Plattenfirma veröffentlicht. Vier Tage zuvor wurde das Album über das Revolver Magazin offiziell gestreamt.
Vom 8. bis 30. August 2014 tourte Invent Animate als Opener für The Last Ten Seconds of Life, Oceano und I Declare War durch den Westen der Vereinigten Staaten. Im November 2014 sollte die Gruppe mit Betraying the Martyrs neben den USA auch erstmals in Kanada touren. Allerdings wurde die Tournee abgebrochen, nachdem Betraying the Martyrs die Einreise nach Kanada verboten worden war. Zwischen dem 15. und 29. März 2015 war die Gruppe mit Veil of Maya und After the Burial auf Tournee. Im Rahmen dieser Tournee spielte die Gruppe auch auf dem South by So What? Festival. Es folgten weitere Konzertreisen, die allesamt durch die Vereinigten Staaten führten, darunter mit Silent Planet, ERRA und Texas in July im Rahmen ihrer Abschiedstournee im November und Dezember des Jahres 2015.
Das zweite Album, dass den Namen Stillworld trägt, ist für den 8. Juli 2016 angekündigt. Dieses stieg in der Woche zum 30. Juli 2016 auf Platz 133 in den US-amerikanischen Albumcharts ein.

## Diskografie
Alben
- 2014: Everchanger (Tragic Hero Records)
- 2016: Stillworld (Tragic Hero Records)
- 2020: Greyview (Tragic Hero Records)
- 2023: Heavener (UNFD)

EPs
- 2012: Waves
- 2021: The Sun Sleeps, as If It Never Was (UNFD)